# Эгет-Хаус

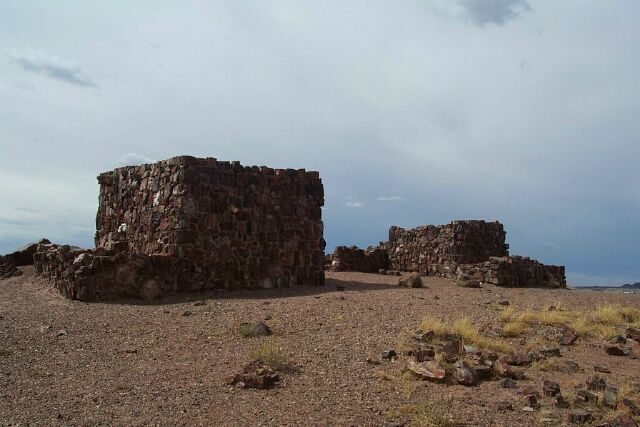
Руины «Агатового дома».

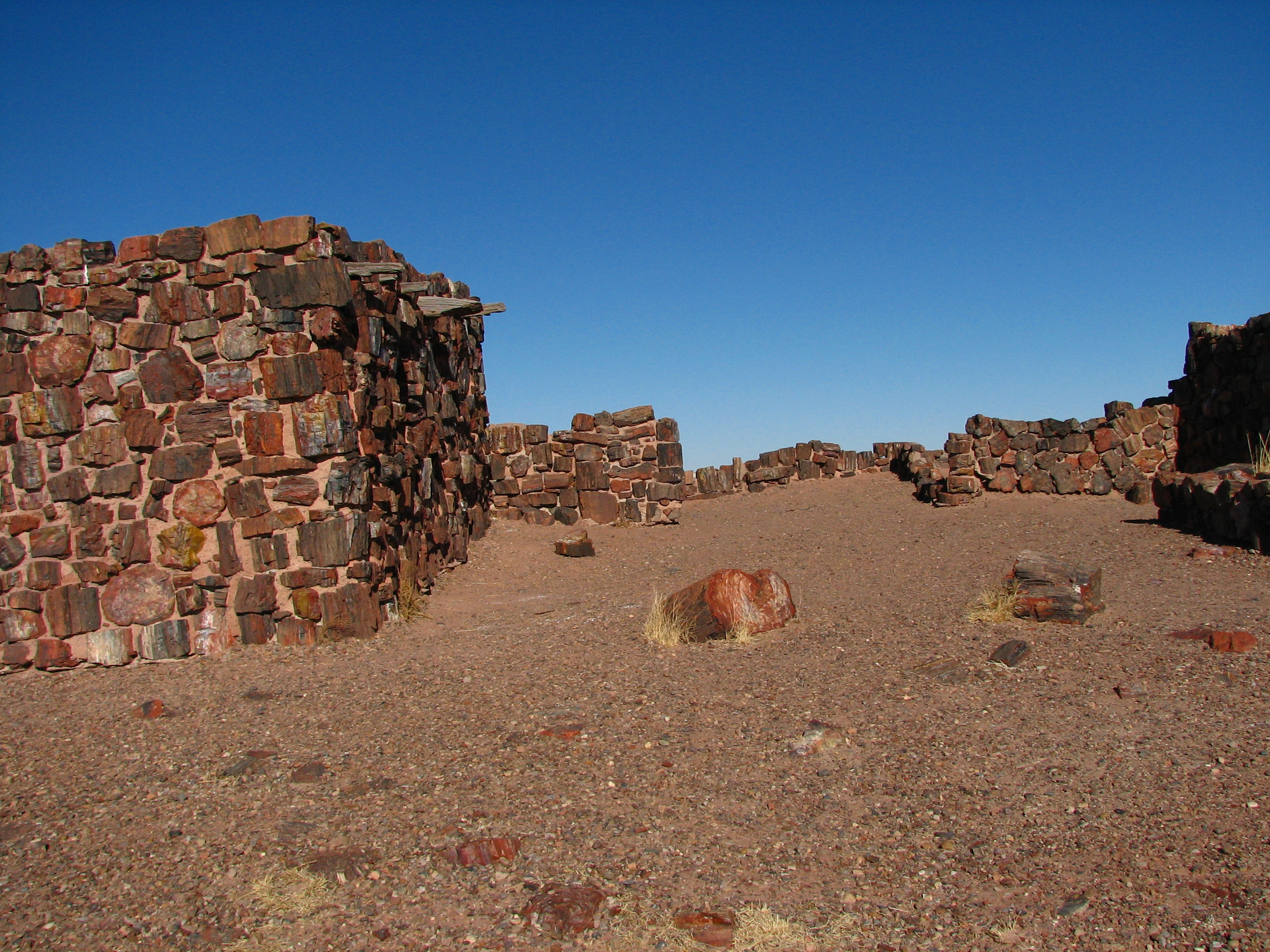
Руины «Агатового дома».

Эгет-Хаус (англ. Agate House, букв. «Агатовый дом») — частично реставрированное комплексное жилое сооружение древних пуэбло на территории национального парка Петрифайд-Форест в штате Аризона. Дома индейцев-пуэбло были полностью выполнены из окаменевшей древесины. Пуэбло из 8 комнат было сооружено около 900 года, или в период Пуэбло III по хронологии Пекос. Окаменевшее дерево скреплялось глиняным раствором.
Реставрацию руин провёл в 1933—1934 г. Гражданский корпус охраны окружающей среды под руководством С. Б. Косгроува-младшего (C.B. Cosgrove Jr.) из лаборатории антропологии Музея Нью-Мексико. Над комнатой 7 была построена новая крыша. Стены комнаты 2 были перестроены так, что их высота стала достигать 1,5 метра, но без крыши, а оставшиеся стены были перестроены так, что их высота стала составлять от 1,8 до 3 метров.
В том же парке находится произведение современного искусства пуэбло — Пэйнтид-Дезерт-Инн.